# Brevitrichia inferacanna
Brevitrichia inferacanna är en tvåvingeart som beskrevs av Kelsey 1971. Brevitrichia inferacanna ingår i släktet Brevitrichia och familjen fönsterflugor.
Artens utbredningsområde är Kalifornien. Inga underarter finns listade i Catalogue of Life.